# Lodhikheda
Lodhikheda (o Lodhikhera) è una suddivisione dell'India, classificata come nagar panchayat, di 9.302 abitanti, situata nel distretto di Chhindwara, nello stato federato del Madhya Pradesh. In base al numero di abitanti la città rientra nella classe V (da 5.000 a 9.999 persone).

## Geografia fisica
La città è situata a 21° 34' 60 N e 78° 49' 60 E e ha un'altitudine di 409 m s.l.m..

## Società

### Evoluzione demografica
Al censimento del 2001 la popolazione di Lodhikheda assommava a 9.302 persone, delle quali 4.765 maschi e 4.537 femmine. I bambini di età inferiore o uguale ai sei anni assommavano a 1.439, dei quali 720 maschi e 719 femmine. Infine, coloro che erano in grado di saper almeno leggere e scrivere erano 6.444, dei quali 3.656 maschi e 2.788 femmine.